# Ioulia Svitlytchna
Ioulia Svitlytchna (en ukrainien : Юлія Олександрівна Світлична) née le 6 juin 1984 à Kharkiv est une femme politique ukrainienne .

## Biographie
Elle fut la gouverneur de l'oblast de Kharkiv de 2016 à 2019, députée de la 7e convocation de l'assemblée de l'oblast. Elle est membre de la IXe Rada.